# Remo nos Jogos Olímpicos de Verão de 1932
O remo nos Jogos Olímpicos de Verão de 1932 foi realizado em Los Angeles, nos Estados Unidos, com sete eventos disputados.

## Eventos do remo
Masculino: Skiff simples | Skiff duplo | Dois sem | Dois com | Quatro sem | Quatro com | Oito com

## Skiff simples

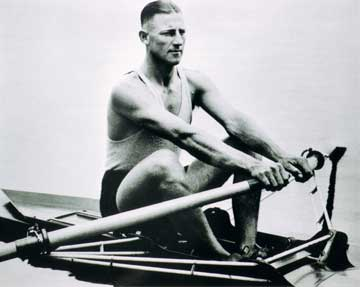
Henry Pearce.

| Pos. | País                 | Atletas           | Tempo  |
| ---- | -------------------- | ----------------- | ------ |
|      | Austrália (AUS)      | Henry Pearce      | 7:44.4 |
|      | Estados Unidos (USA) | William Miller    | 7:45.2 |
|      | Uruguai (URU)        | Guillermo Douglas | 8:13.6 |

## Skiff duplo
| Pos. | País                 | Atletas                         | Tempo  |
| ---- | -------------------- | ------------------------------- | ------ |
|      | Estados Unidos (USA) | Kenneth Myers Garrett Gilmore   | 7:17.4 |
|      | Alemanha (GER)       | Herbert Buhtz Gerhard Boetzelen | 7:22.8 |
|      | Canadá (CAN)         | Charles Pratt Noël de Mille     | 7:26.6 |

## Dois sem
| Pos. | País                | Atletas                          | Tempo  |
| ---- | ------------------- | -------------------------------- | ------ |
|      | Grã-Bretanha (GBR)  | Lewis Clive Arthur Edwards       | 8:00.0 |
|      | Nova Zelândia (NZL) | Cyril Stiles Fredrick Thompson   | 8:02.4 |
|      | Polônia (POL)       | Henryk Budziński Jan Mikolajczak | 8:08.2 |

## Dois com
| Pos. | País                 | Atletas                                                | Tempo  |
| ---- | -------------------- | ------------------------------------------------------ | ------ |
|      | Estados Unidos (USA) | Joseph Schauers Charles Kieffer Edward Jennings (tim.) | 8:25.8 |
|      | Polônia (POL)        | Jerzy Braun Janusz Ślązak Jerzy Skolimowski (tim.)     | 8:31.2 |
|      | França (FRA)         | Anselme Brusa André Giriat Pierre Brunet (tim.)        | 8:41.2 |

## Quatro sem
| Pos. | País               | Atletas                                                                       | Tempo  |
| ---- | ------------------ | ----------------------------------------------------------------------------- | ------ |
|      | Grã-Bretanha (GBR) | John Babcock Hugh Edwards Jack Beresford Rowland George                       | 6:52.2 |
|      | Alemanha (GER)     | Karl Aletter Ernst Gaber Walter Flinsch Hans Maier                            | 7:03.0 |
|      | Itália (ITA)       | Antonio Ghiardello Francesco Cossu Giliante D'Este Antonio Garzoni Provenzani | 7:04.0 |

## Quatro com
| Pos. | País           | Atletas                                                                              | Tempo  |
| ---- | -------------- | ------------------------------------------------------------------------------------ | ------ |
|      | Alemanha (GER) | Hans Eller Horst Hoeck Walter Meyer Joachim Sprember Carlheinz Newmann (tim.)        | 7:19.0 |
|      | Itália (ITA)   | Bruno Vattovaz Giovanni Plazzer Riccardo Divora Bruno Parovel Giovanni Scherl (tim.) | 7:19.2 |
|      | Polônia (POL)  | Jerzy Braun Janusz Ślązak Stanisław Urban Edward Kobyliński Jerzy Skolimowski (tim.) | 7:26.8 |

## Oito com
| Pos. | País                 | Atletas | Tempo  |
| ---- | -------------------- | --- | ------ |
|      | Estados Unidos (USA) | Edwin Salisbury James Blair Duncan Gregg David Dunlap Burton Jastram Charles Chandler Harold Tower Winslow Hall Norris Graham (tim.)               | 6:37.6 |
|      | Itália (ITA)         | Vittorio Cioni Mario Balleri Renato Bracci Dino Barsotti Roberto Vestrini Guglielmo Del Bimbo Enrico Garzelli Renato Barbieri Cesare Milani (tim.) | 6:37.8 |
|      | Canadá (CAN)         | Earl Eastwood Joseph Harris Stanley Stanyar Harry Fry Cedric Liddell William Thoburn Donald Boal Albert Taylor George MacDonald (tim.)             | 6:40.4 |

## Quadro de medalhas do remo
| Pos. | País               | Ouro | Prata | Bronze | Total |
| 1    | USA Estados Unidos | 3    | 1     | 0      | 4     |
| 2    | GBR Grã-Bretanha   | 2    | 0     | 0      | 2     |
| 3    | GER Alemanha       | 1    | 2     | 0      | 3     |
| 4    | AUS Austrália      | 1    | 0     | 0      | 1     |
| 5    | ITA Itália         | 0    | 2     | 1      | 3     |
| 6    | POL Polônia        | 0    | 1     | 2      | 3     |
| 7    | NZL Nova Zelândia  | 0    | 1     | 0      | 1     |
| 8    | CAN Canadá         | 0    | 0     | 2      | 2     |
| 9    | FRA França         | 0    | 0     | 1      | 1     |
| 9    | URU Uruguai        | 0    | 0     | 1      | 1     |